# ミーニンとポジャルスキー広場
ミーニンとポジャルスキー広場  (ロシア語: Площадь Минина и Пожарского、略称: ミーニン広場) は、ニジニ・ノヴゴロドの主要な広場。同市の社会的・文化的な中核であり、最も重要な式祭典の会場である。市内クレムリの南東側にある歴史的旧市街の中心部に位置している。
この広場は、ボルシャヤポクロフスカヤ通りやヴァルヴァルスカヤ通りといった市内にある複数の目抜き通りと繋がっている。ミーニン大学やロバチェフスキー大学といった高等教育機関のほか、ミーニン像やチカロフ像、複合展示施設や市内最初の噴水など多くの記念建造物がある。
この広場は車道でもある。休日やイベント開催時のみ、そこでの車両交通が規制される。

## 歴史

### ロシア帝政時代

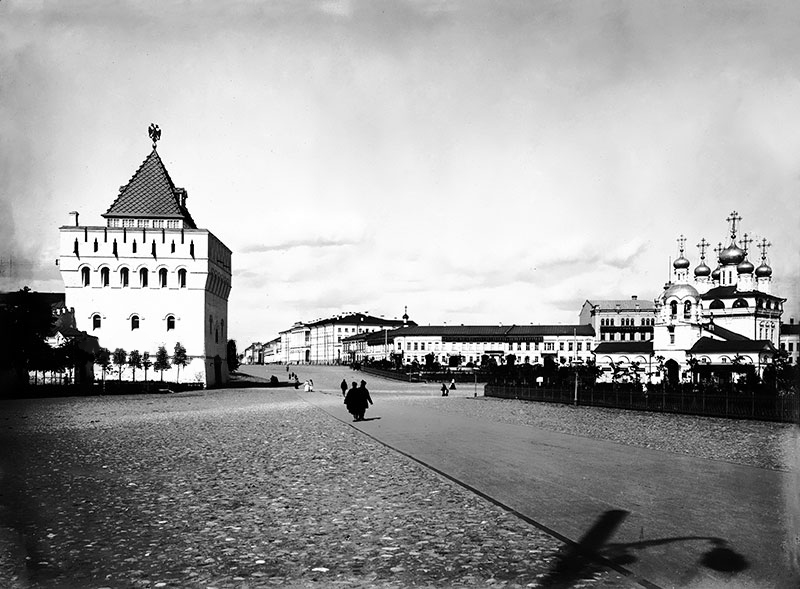
生神女福音大聖堂とその広場。1890年撮影

当初、この広場は非公式にヴェルクネポサードスカヤ(Верхнепосадской) と呼ばれていた。そこはポサード上側の中心地で、ここに陸上の交易ルートがあり、街の上側部分の需要を確保する交渉のやり取りが交わされていた。1697年に、生神女福音大聖堂(ロシア語: Благовещенский собор)が建てられると、広場はブラゴヴェシチェンスカヤ (Благовещенской,生神女福音)
と呼ばれるようになった。
同広場の正式計画は1770年に初めて策定された。1768年の火災の後、行政当局の要請により正式な都市開発計画がサンクトペテルブルク建設委員会で策定されたが、現地での人材能力不足が計画導入の妨げとなった。計画によると、広場は台形とされていた。この計画が大通りの出発方向を定め、広場および隣接する大通りの建物を石造家屋のみと規定した。
広場の様変わりは1779年、ヤコフ・アナーニンが建築家に任命された時に始まった。1782年に昔からの橋頭堡が解体されて溝が埋められ、1784-1787年に新たな大通りが敷設されて、広場中央にある木造建物が打ち壊された。1787年に郵便局の複合庁舎が建設された。計画に対応しなかった広場側面の民家は19世紀初頭まで残っていたが、その後解体された。

### ソビエト時代

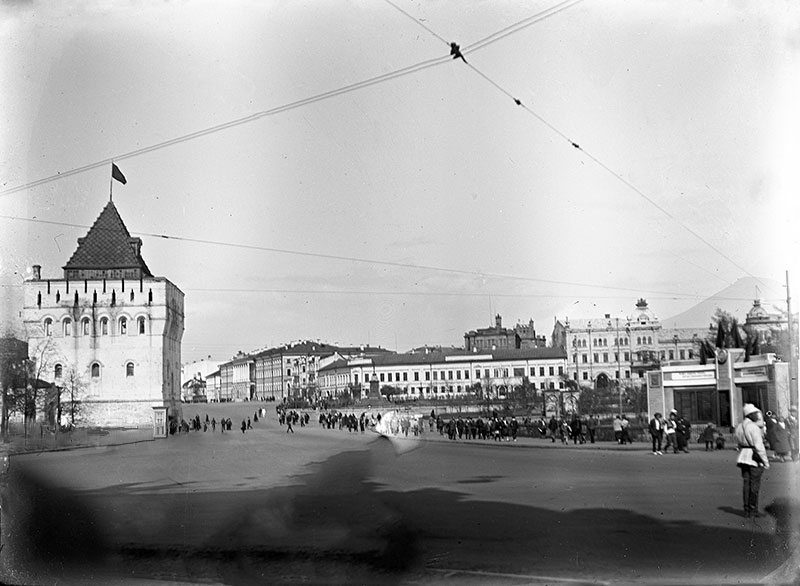
ソビエト広場。1930年代

ロシア革命後、この広場がソビエト広場(площадь Советскую)へと改名された。生神女福音大聖堂や聖アレクシウス教会であらゆる教会用具が略奪され、建物自体の内部で様々な商業店舗が開店した。1930年代に両方の教会が解体された。またボリシェヴィキは直近に建てられたアレクサンドル2世の記念碑も取り壊した。
1935-1937年に、レニングラード研究所が社会主義都市ゴーリキーの基本計画を策定し、既存計画の抜本的見直しがなされた。当時のソビエト広場は円形に設計されており、クレムリの壁や塔（封建制やツァーリズムの血にまみれた過去の象徴と見なされた）の一部解体によって面積が大幅に広がった。
これら事業の実施は、第二次世界大戦のソ連での勃発により一時中断となった。
1943年、ゴーリキー指導部はナチズムとの抵抗戦にて市民の士気を高めるため、この広場にクジマ・ミーニン記念像（初代）を建立した。そこで、この場所が「ミーニンとポジャルスキー広場」と呼ばれ始めるようになった。
1985年に古いミーニン像が解体され、4年後の1989年に彫刻家オレグ・コモフによって新たな記念像が建てられた（解体されたものはバラフナで復元されて、そこにも彼の像が残っている）。

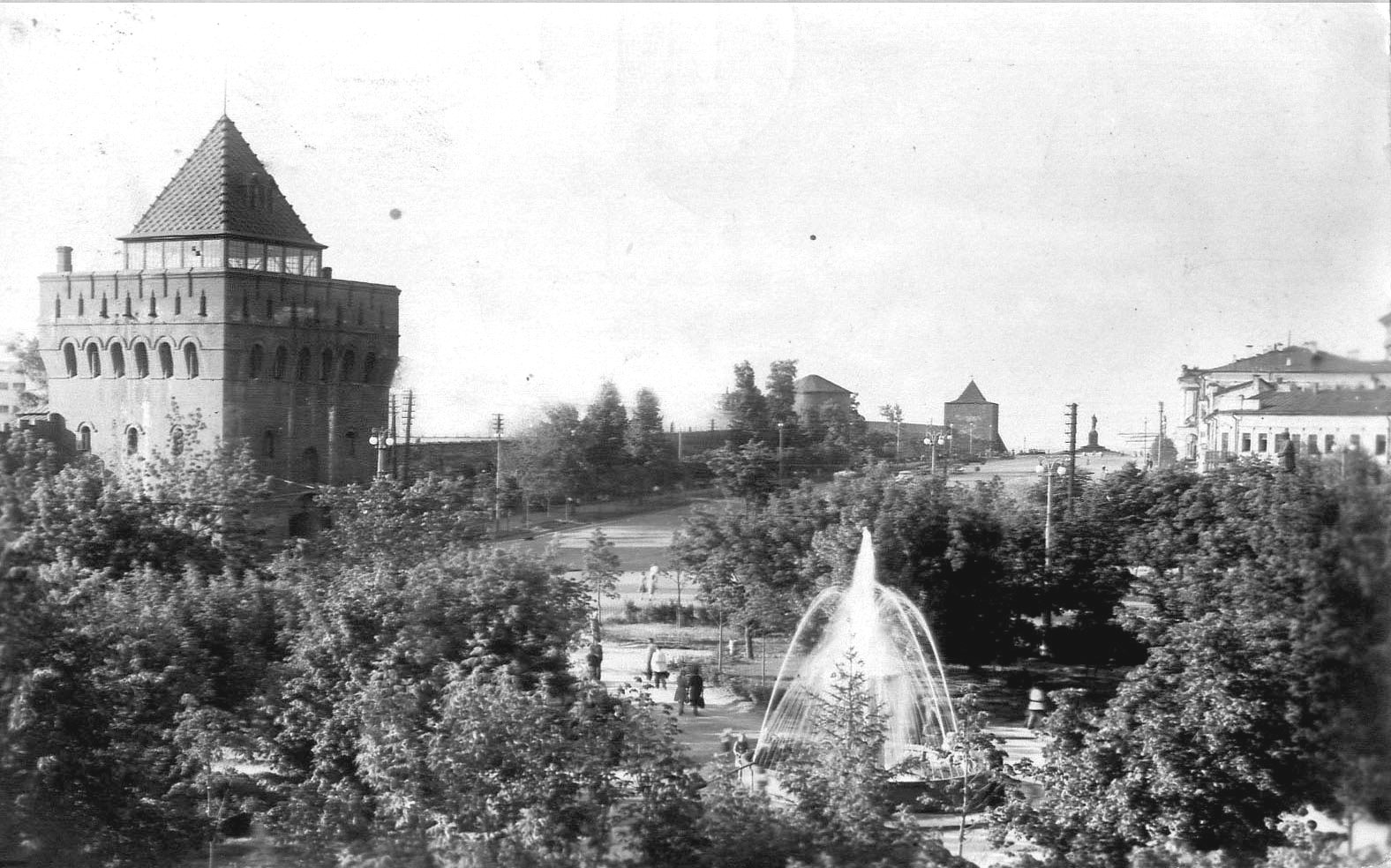
1940年のソビエト広場
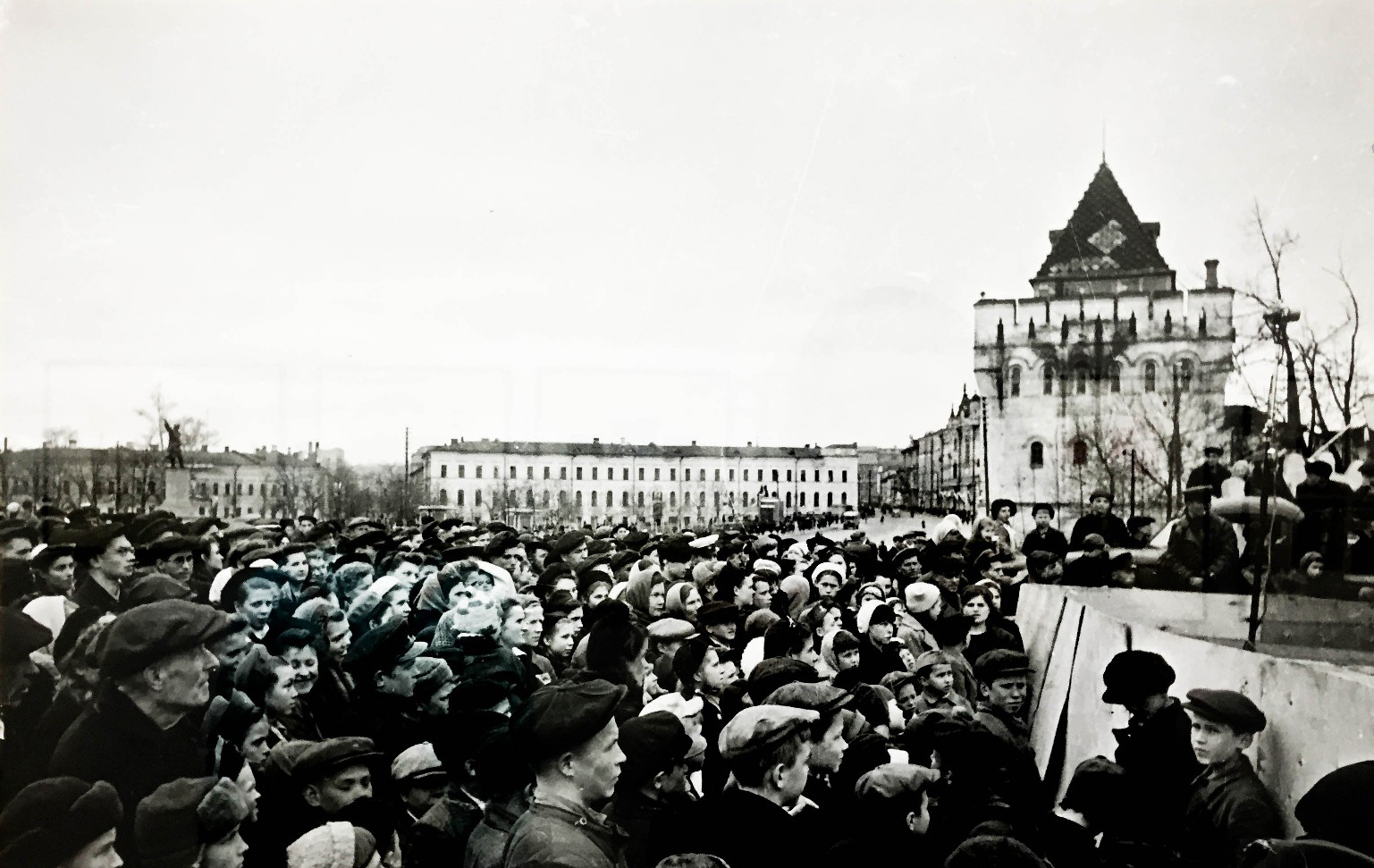
ミーニンとポジャルスキー広場 で第二次大戦でのドイツ降伏発表を聞いている市民
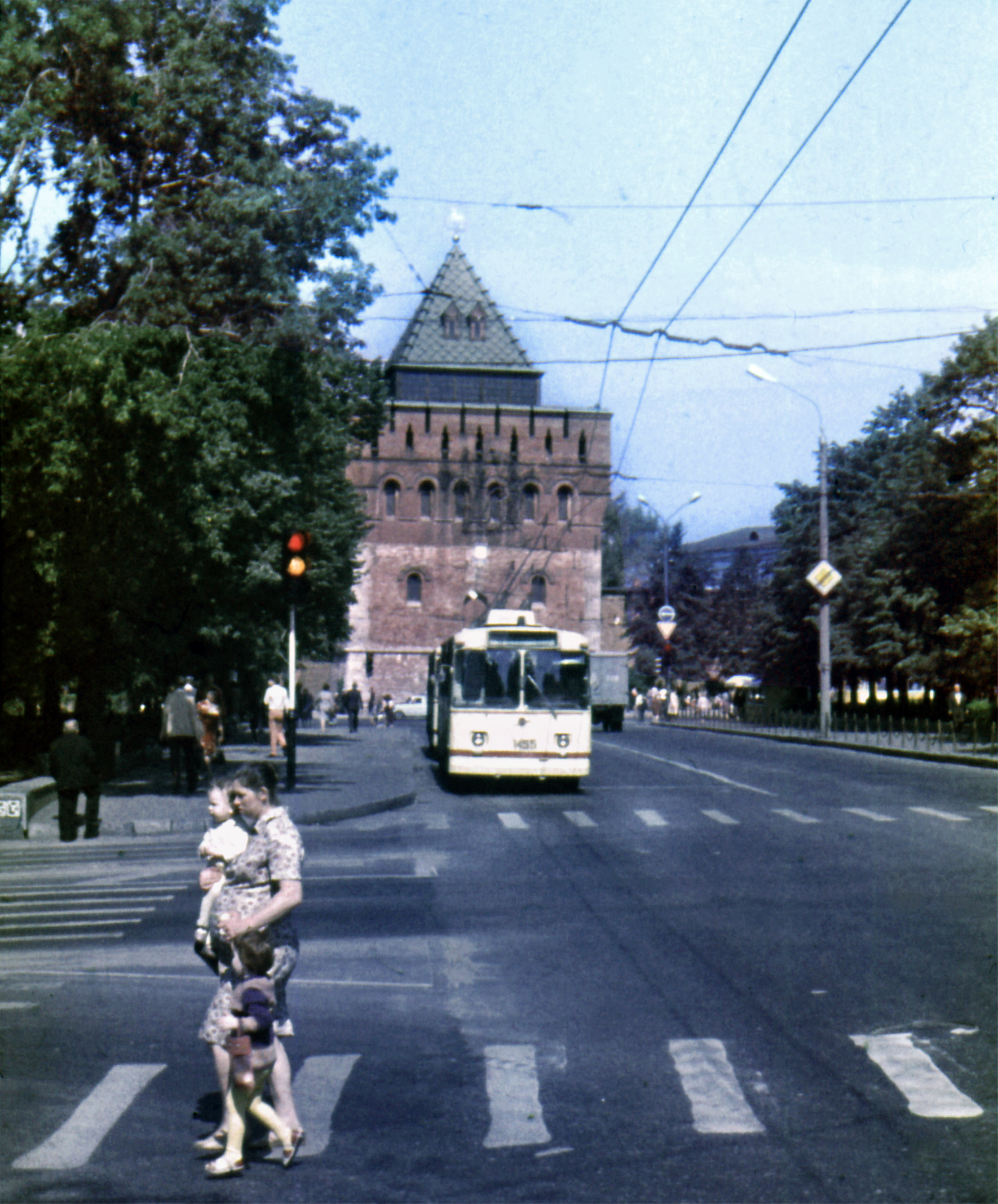
クレムリのドミトリエフスカヤ塔

### 現在のロシア

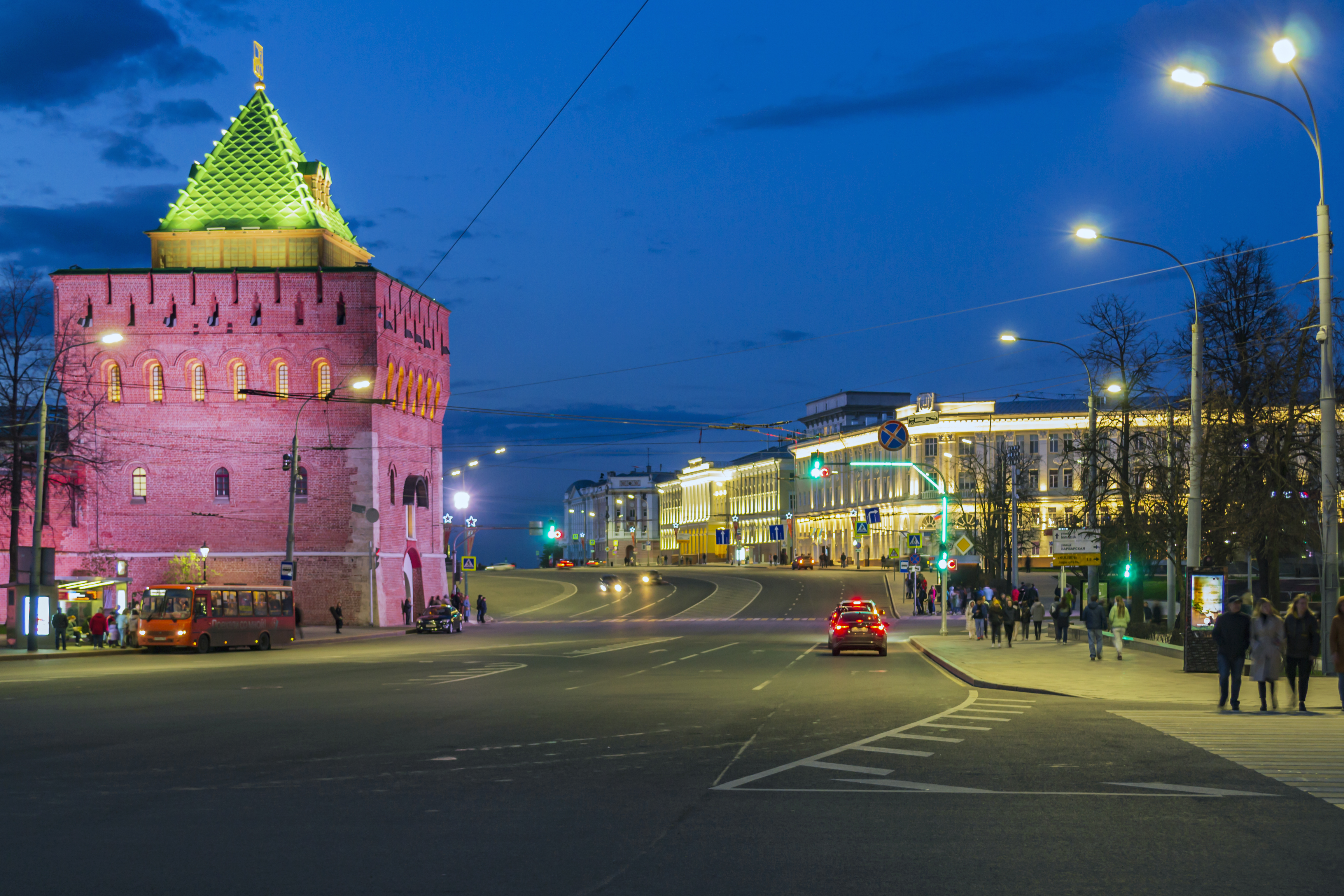
ミーニンとポジャルスキー広場。2016年

ソビエト連邦の崩壊後の1990年代初頭、この広場に露店屋台や行商テントが設置され始めたが、長くは続かなかった。2000年代初頭、中央広場や大通りの小規模小売店を排除する構想が市内で始まった。
2009年初頭、都市行政と地方行政がミーニンとポジャルスキー広場の再建計画を検討した。この計画が地下のショッピングセンター&娯楽センターの建設を規定した。また生神女福音大聖堂と聖アレクシウス教会の復元も提案された。
2017年、（集客施設を増やすにあたり）考古学的予備調査の必要性や交通事情の悪化懸念があるにもかかわらず、都市計画評議会はこの計画の1つを承認した。 

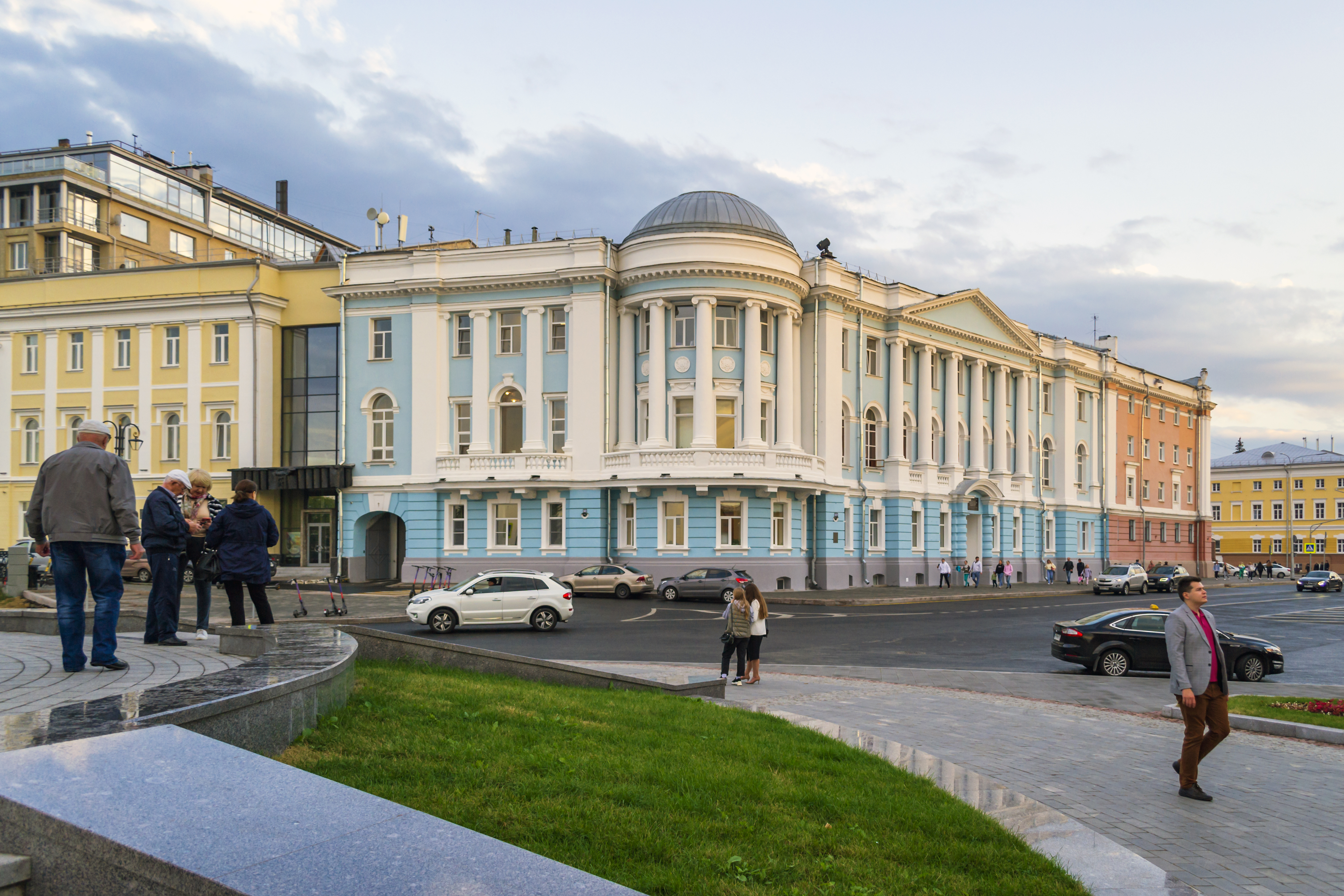
医科大学
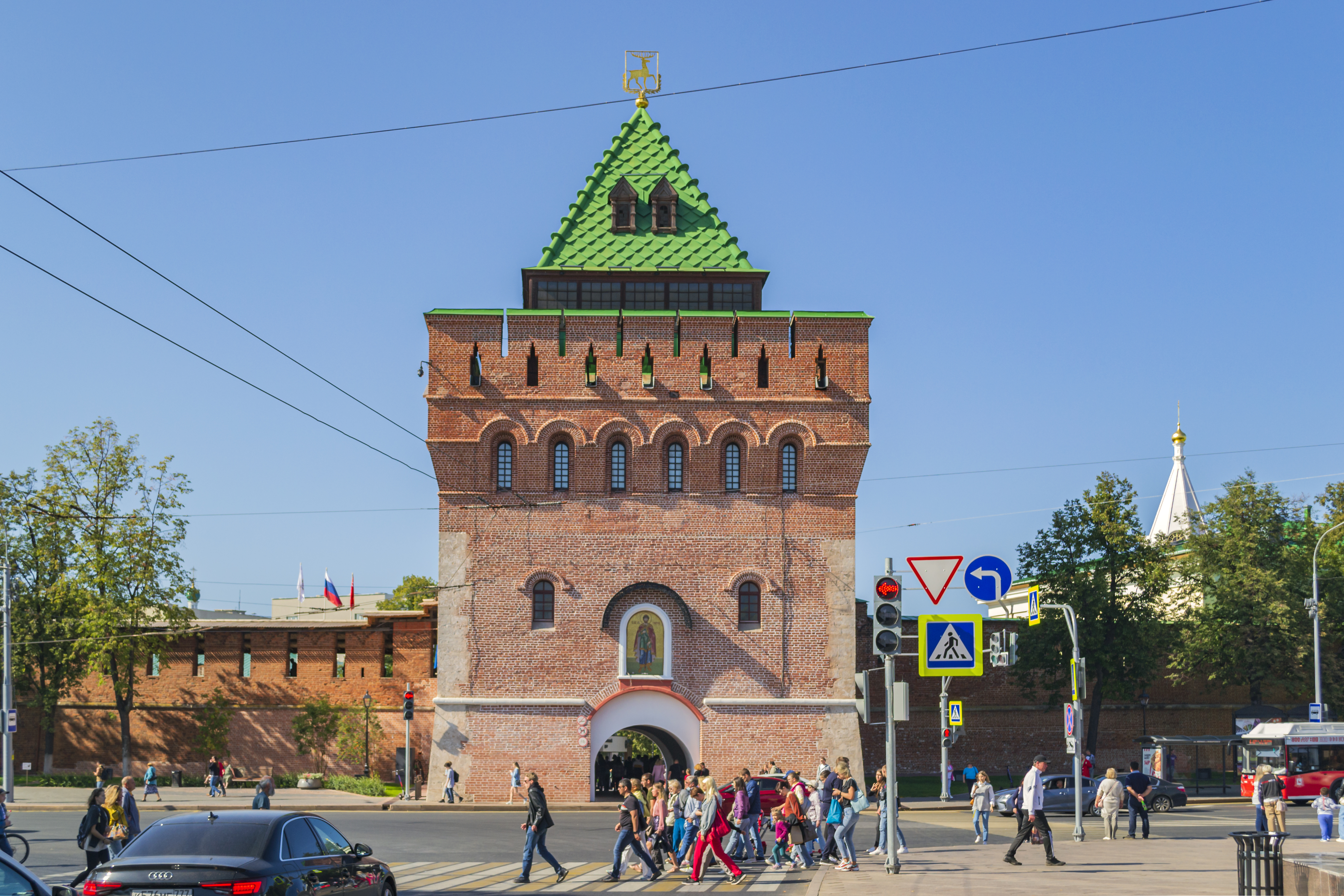
クレムリのドミトリエフスカヤ塔
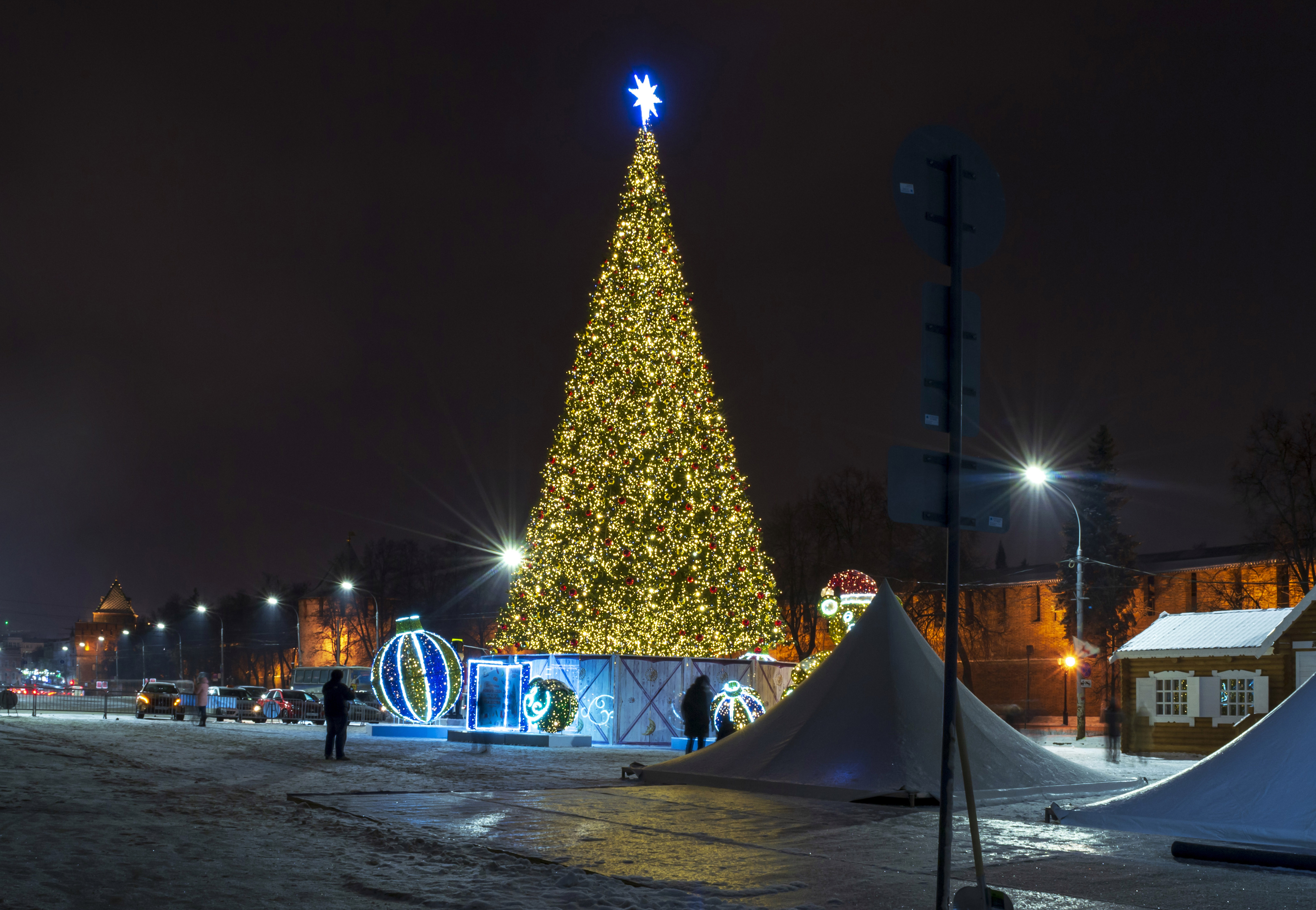
広場の新年のツリー

## 地理
この広場はレードル状の形である。幅60m×長さ550mの細長い区画がクレムリ沿いに聖ゲオルグ塔から食糧貯蔵塔まで伸びており、ドミトリエフスカヤ塔の周りで半径120-150mの半球型に広がっている。広場の端からはゼレンスキー坂（南西端）と聖ゲオルグ坂（北東端）が続いている。広場の半円部は、ポジャルスキー、ボルシャヤポクロフスカヤ、アレクシーフスカヤ、ヴァルヴァルスカヤ、ウリヤーノフという大通り5本の始点となっている。広場の北ではミーニン通りとアッパーヴォルガ堤防が通っている。

## 名所

### ミーニン像

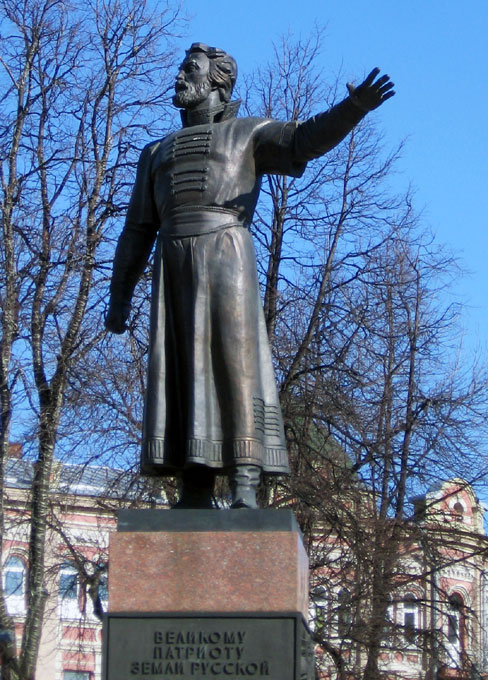
現在のミーニン像

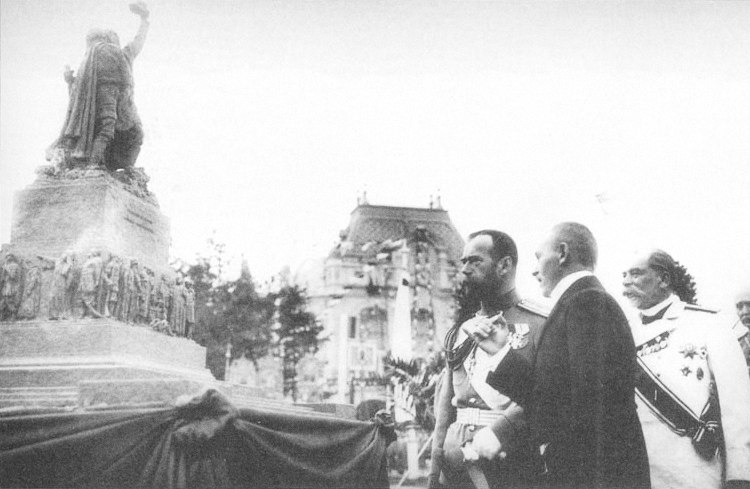
ニコライ2世の御前で、広場に敷設されるミーニンとポジャルスキーの記念像

この像は広場の中央、ドミトロフスカヤ塔の正面にある。
クジマ・ミーニン と ドミトリー・ポジャルスキー王子の記念像をこの広場に建てるというアイディアは、20世紀初頭に実現に近づいた。1912年、彫刻家ウラジーミル・シモノフのスケッチ図が彫刻制作の権利を勝ち取った。翌年5月、 ロマノフ王朝100周年で皇帝ニコライ2世がこの街に来駕した際に、記念像の建立が始まった。しかし、第一次世界大戦で像の設置が遅れ、1918年にはボリシェヴィキがその記念像を破壊する決断をした。花崗岩の台座は他の目的で使用され、ブロンズ彫刻のその後は分かっていない。
第二次世界大戦中に、市の指導者は人々の愛国心を高めるため像の再設置を決断した。ゴーリキーでは、他の芸術家がミーニン像のスケッチ図に挑む中、自前の工房を持っていた彫刻家アレクサンドル・コロボフが先んじて像の制作に着手し、その結果ミーニン像が数ヶ月で作られた。1943年11月7日に落成式が行われ、ミーニンとポジャルスキーに敬意を表してこの広場が改名された。
このミーニン像は短命素材のコンクリートで作られたもので、ブロンズの色に塗装されていた。1985年の夏、修復および交換が必要となり像は解体され、彼の故郷であるバラフナに送られた。1989年6月1日、彫刻家オレグ・コモフによって新たな記念像が建てられた（古い像については同年、バラフナのソビエト広場に設置された）。

### チカロフ像

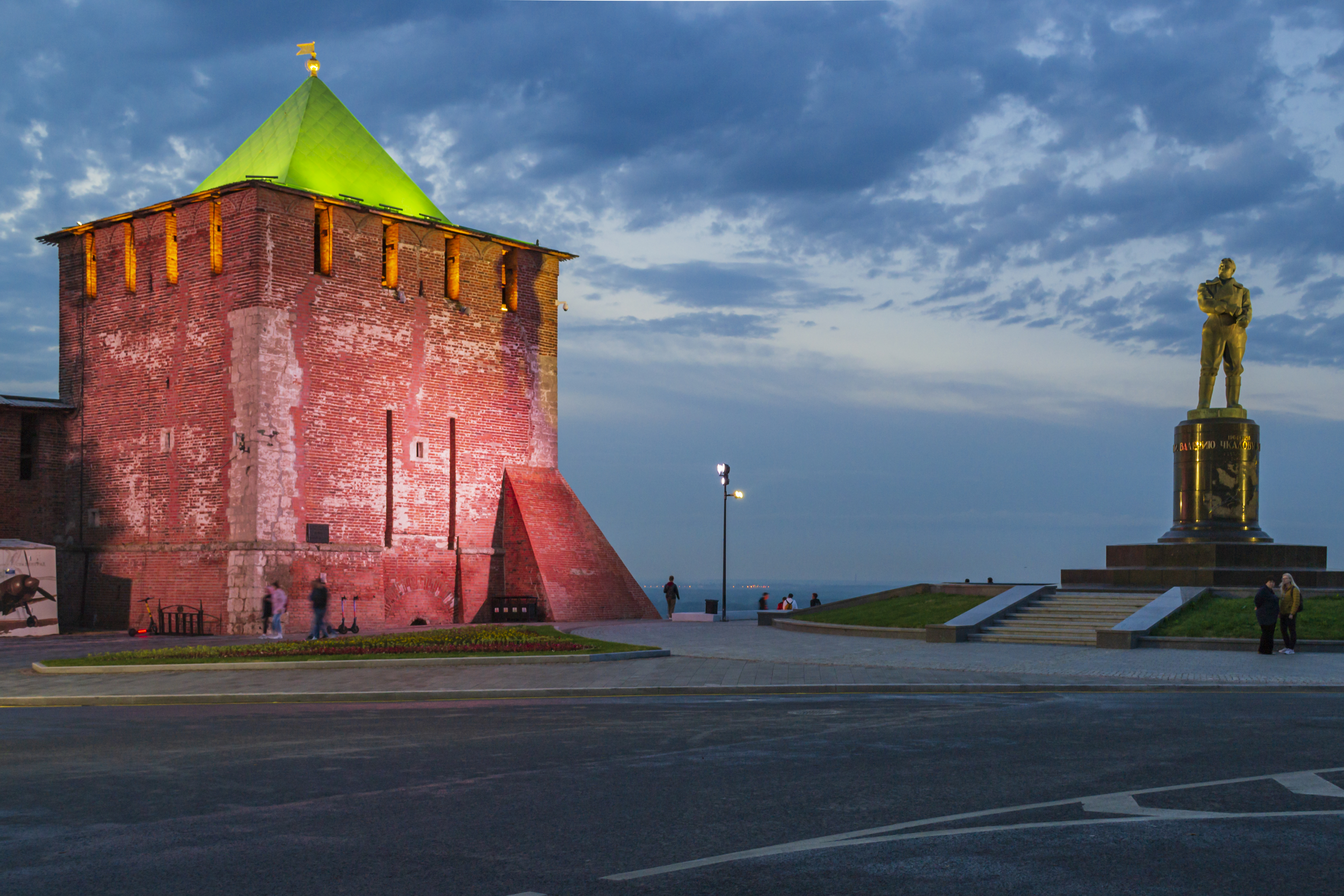
チカロフ像とクレムリの聖ゲオルグ塔

この像は、クレムリの聖ゲオルグ塔の右側（広場をレードルに例えると、持ち手の先端部）にある。
伝説的な飛行士ヴァレリー・チカロフの記念像は、彼の死から2周忌の1940年12月15日に公開された。彫刻者はチカロフの友人イザク・メンデレヴィで、彼はこの作品でスターリン賞を受賞した。
台座曲面にある北半球の地図には、北極を横断してアメリカや極東に至るチカロフ達のルートが描かれている。台座自体にはラブラドライトが並んでいる。台座には、パイロットの経歴と「我らが時代の偉大なパイロット、ヴァレリー・チカロフへ」の碑文がある。これら文言の下、飛行地図の上には穴があり、ここには「スターリンの鷹へ」という碑文があったが、スターリン人格崇拝カルト (Stalin's cult of personality) との反対闘争中に削除されてしまった。

### 市議会の建物

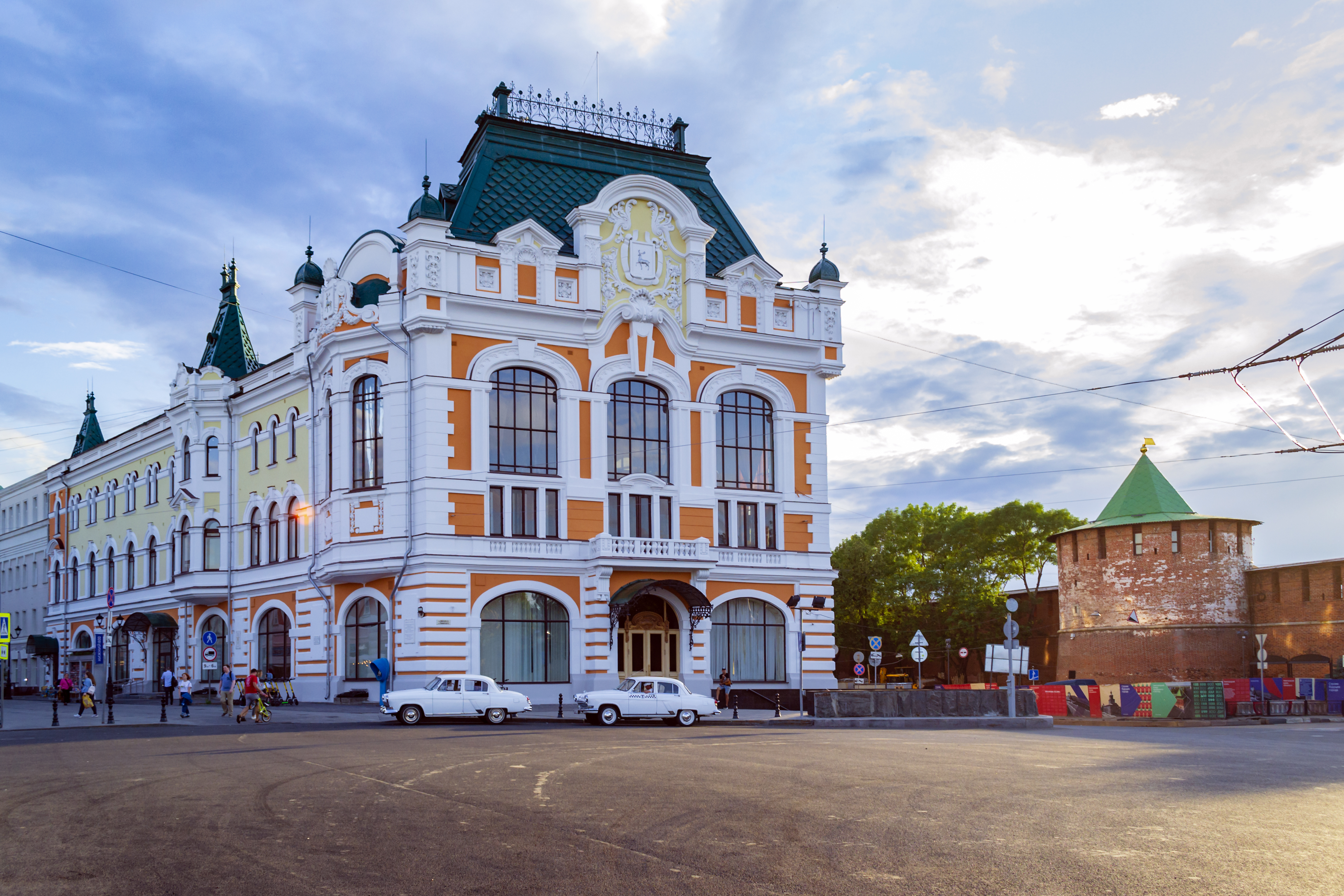
市議会の建物

この建物は、ボルシャヤ・ポクロフスカヤ通りの始点に位置する。建物内部には、弁護士会と地方裁判所がある。
以前ここは商人ブグロフの屋敷だった。石造りのブグロフ屋敷以前は、別の実業家の木造住宅だったが、1851年にブグロフの会社に買収された。1852-1854年に3階建ての石造りの屋敷が建てられた。
ニジニ・ノヴゴロド地域研究の創始者Nikolai Khramtsovskyの見解は次の通り。

「この広場はもちろん都市全体でも最高の建物、それがブグロフの屋敷である。[中略]この屋敷の建築は非常に軽妙かつ優雅で、ラストレッリ伯爵の手法を彷彿とさせる。」

当時は1階が交易店舗、2階部分は市立劇場だった。劇場の立ち退きをめぐる紆余曲折を経て、やがて新たな場所に劇場が建設されると、ニコライ・ブグロフ議員が5万ルーブルでこの建物を購入した後にドゥーマ（市議会）へ寄付。その用途に関して「劇場や酒類販売は不許可」「収益を貧困層救済の基金に向けること」などの条件をつけた。市議会は一階を店舗に二階を市立図書館にしようとしたが、改装中の1898年に火災が発生して、建物は完全に潰れてしまった。
1899年までに、建築家ウラジーミル・ツァイドラーが新たな建物を草案した。1902年に屋根が付くところまで建物が組み建てられ、1903-1904年に室内装飾が施された。現在でもその室内装飾は最も貴重で、会議室のインテリアには1896年の全ロシア博覧会から王室装飾の要素が使われた。建物のファサードは「古代ルーシ」で定型化されながらも、アール・ヌーヴォーの要素が入っている。
1904年、市役所が新たな構内に置かれた。1908年から1972年にかけての会議室にはコンスタンチン・マコフスキーの絵画『Appeal of Minin』があった。ロシア革命までこの建物は市議会を収容していた。
2月革命期間の1917年末から1918年9月まで、この家は労働者代表の暫定評議会に占領された。1919年末から現在までこの屋敷は労働組合団体に属しており、そのためこの屋敷が「労働の宮殿」と名付けられた。

### 展示複合施設

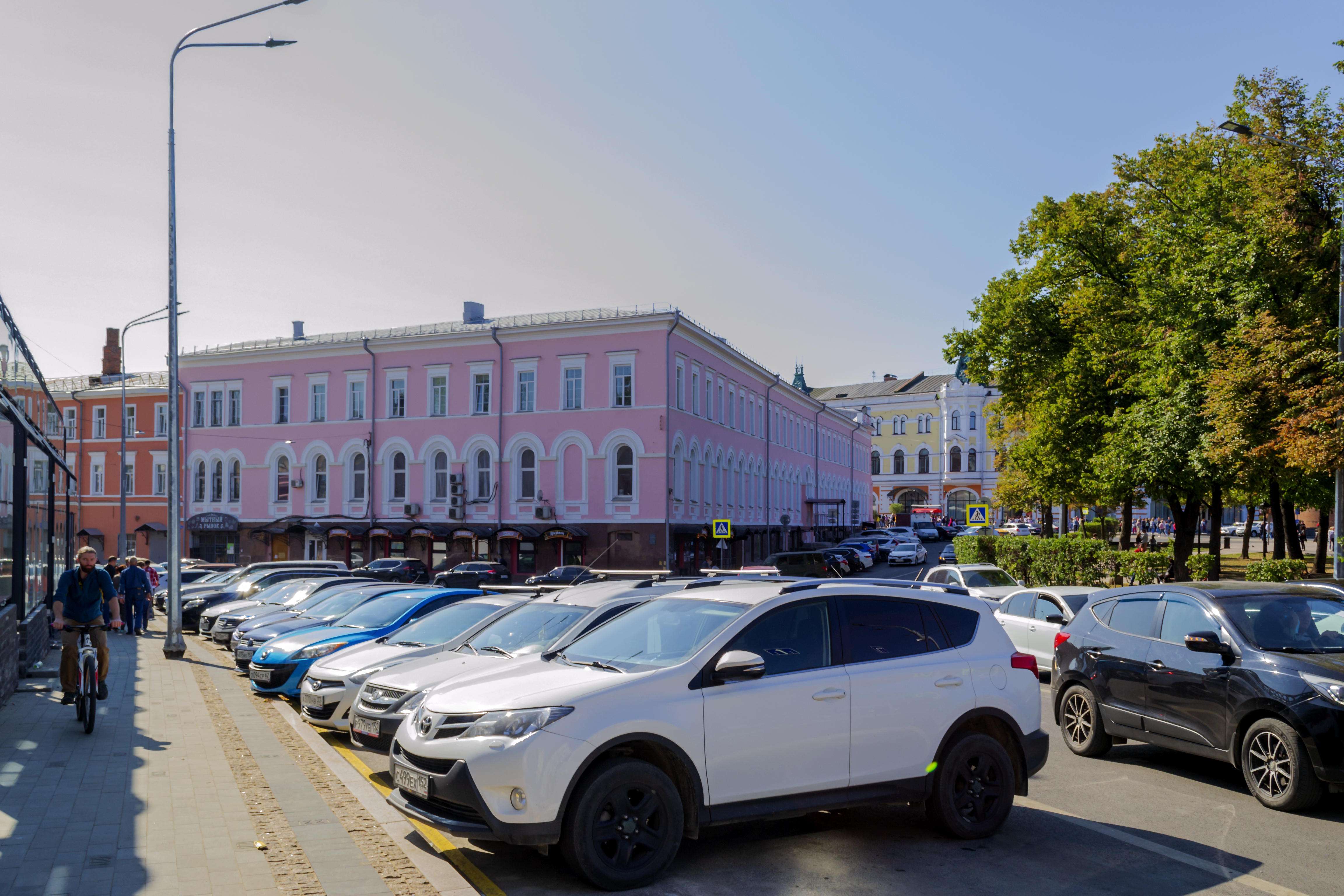
展示複合施設

この施設はボルシャヤポクロフスカヤ通りとアレクシーフスカヤ通りの間にある。
ロシア帝政時代、クレムリの壁沿いに設置され取り壊された木造屋台の代わりに、公営店舗の新しい建物がここに建てられた。建物のファサードはイワン・エフィモフによって設計された。1836年にこの事業が承認され、建物は1841年に建てられた。1850年代、現地の歴史家Nikolai Khramtsovskyは次のように記した。

「公営の屋敷が広場に建てられ、アレクシーフスカヤ通りだと3階建て、ポクロフスカヤ通りでは2階建てである。その1階と2階は店舗で占められ、その上部が居住区画である。アーチつきの2階には画廊がある。居住区画には、民事裁判所、建設委員会、ウエズドとゼムスキーの裁判所、工芸職人委員会がある。」

1904-1905年に正面入り口がポルチコの形に設計され、トルストイ、プーシキン、ドストエフスキーの小さなブロンズ胸像も設置された。1974年、1階に展示ホールが常設された。

### 噴水

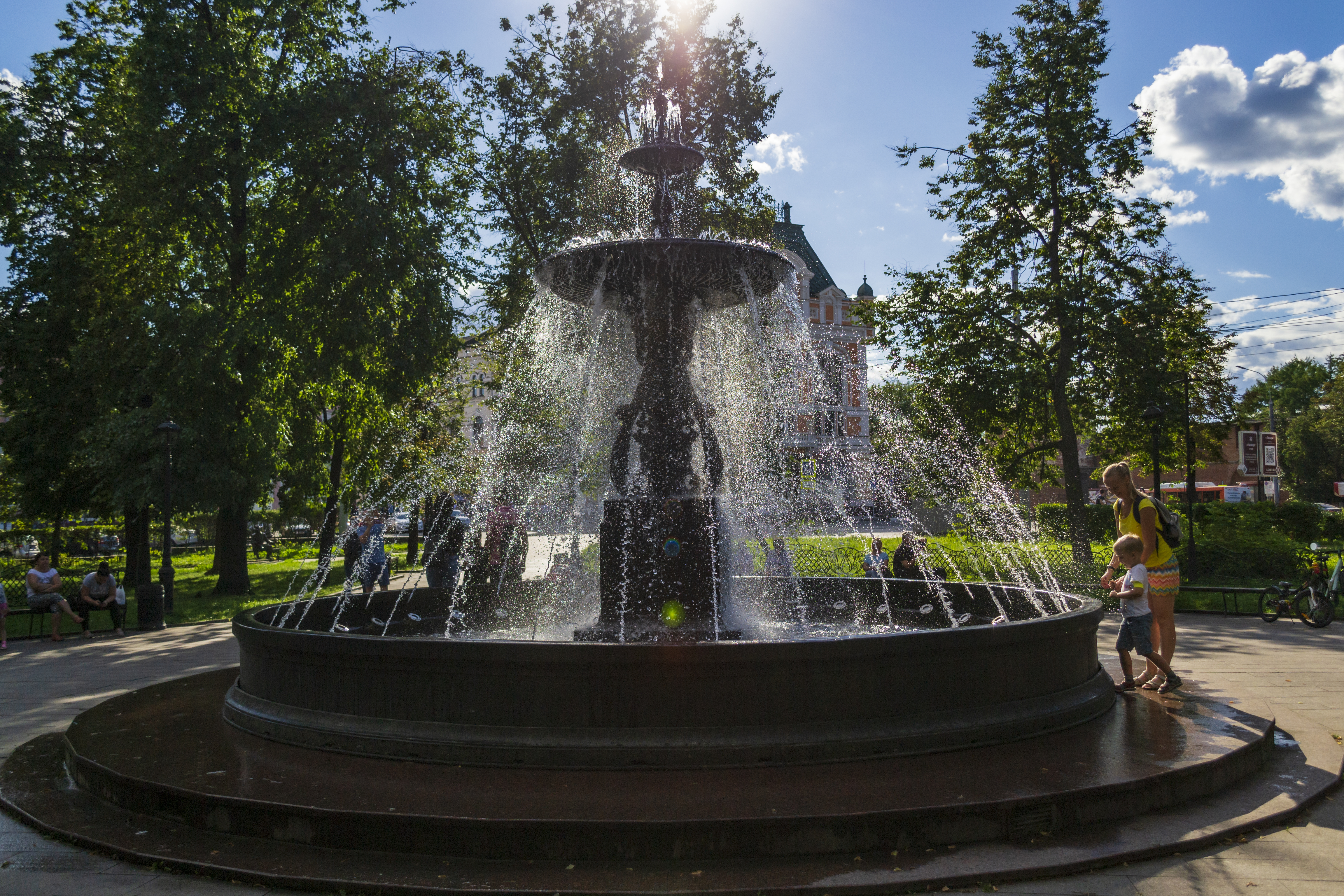
市内最初の噴水

広場にある噴水は、1847年10月1日に稼働し始めた。
水不足は常にポサード上部に住む市民の問題となっていた。中央集水型の供給を運用する試みは、1844年に総督のミハイル・ウルソフがこの任務に着手するまで全て失敗していた。この事業は油圧技師の力を借りて行なわれ、1846年7月1日に水道と噴水の敷設が行われた。
蒸気機関と市内を巡るパイプラインが、1日あたりバケツ40,000杯分の給水を保障した。そして広場に設置された噴水がこの水を象徴化する主な場所となった。噴水は生神女福音大聖堂の北に置かれていたが、1930年に聖堂が解体されたことで、噴水が現在の場所へと移動した。
噴水は2回修復された。1990年代に地下部分およびポンプ場が建設され、近代的要件を満たすものとなった。2007年には噴水に照明装置がつけられ、午後8時から午前1時までライトアップされている。

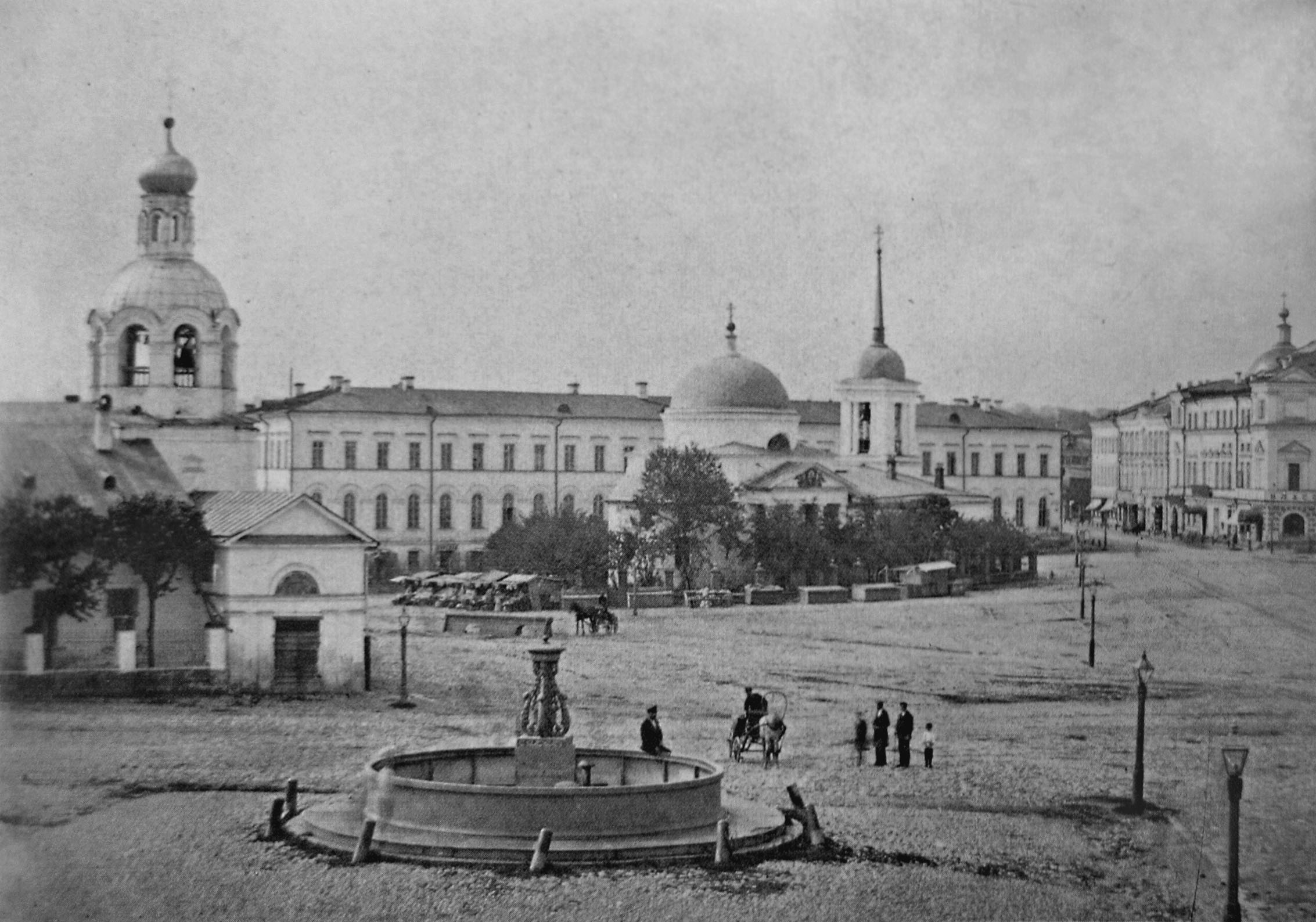
ブラゴヴェシチェンスカヤ広場の最初の噴水
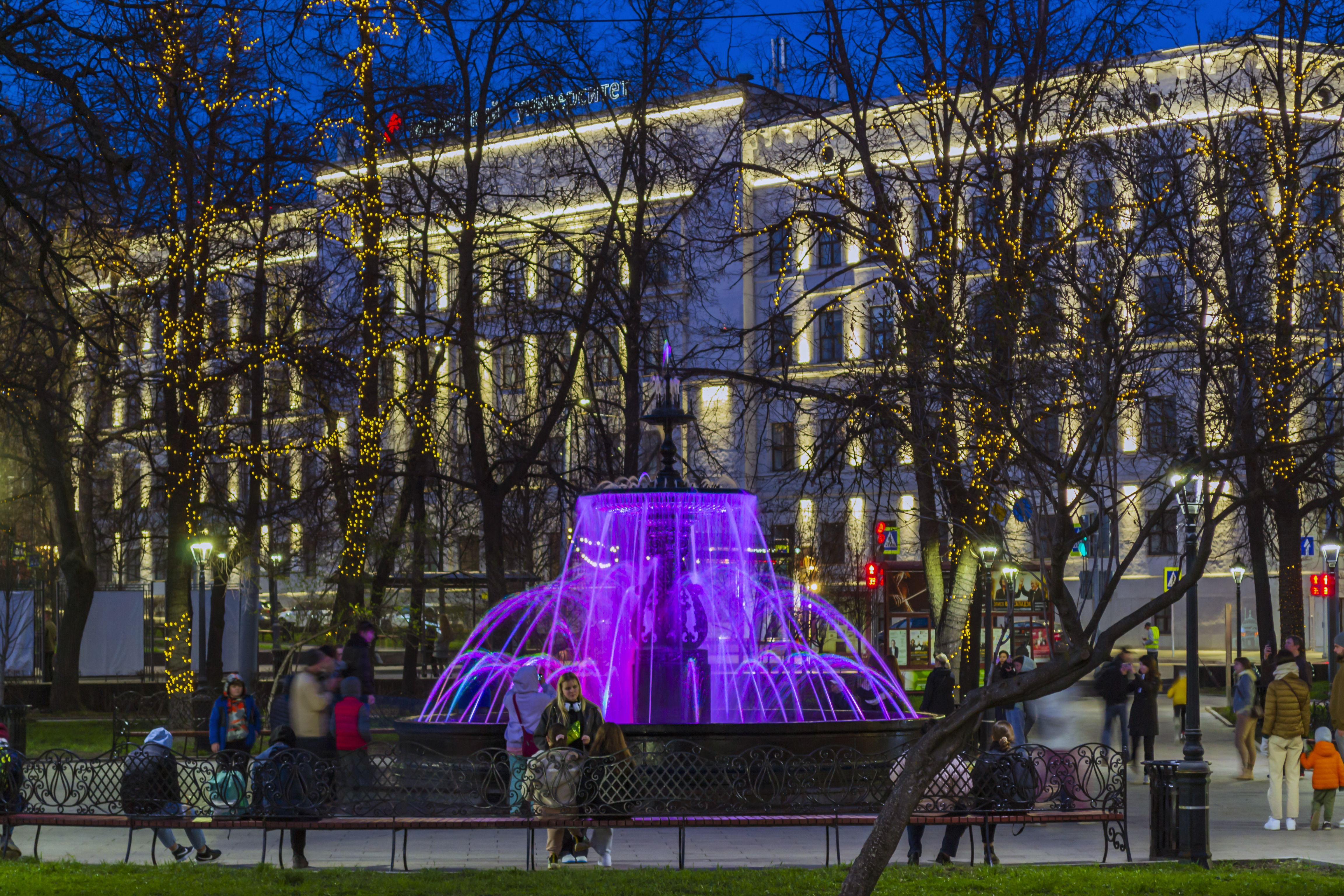
ライトアップされた夜の噴水
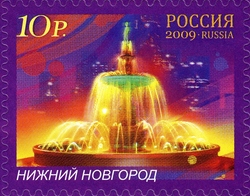
2009年にロシア切手となった噴水

### プーシキン美術館
詩人のアレクサンドル・プーシキンがニジニ・ノヴゴロドに滞在していたのを記念して、滞在した旧ホテル（現:中等教育機関）の建物に1999年、プーシキン美術館が開館した。美術館の展示物にはプーシキンの滞在を伝える文献があり、彼の創造的な取り組みや当時のニジニ・ノヴゴロドについて知ることができる。